# Denis Papin
Denis Papin (Blois, 22 de agosto de 1647 — Londres (?) 1712) foi um físico e inventor francês.

## Vida
Frequentou uma escola jesuíta em Blois e a partir de 1661 a Universidade Angers, onde se formou em Medicina, no ano de 1669. Enquanto trabalhava com Christiaan Huygens e Gottfried Leibniz em Paris, em 1673, passou a interessar-se pela utilização do vácuo para gerar força motriz.
Denis Papin foi o inventor da célebre Marmita de Papin (máquina a vapor), apresentada em 1679, que precedeu a invenção do autoclave e da panela de pressão.
Membro da sociedade real de ciências da Inglaterra, preparou um jantar com uma panela diferente, fechada, para impressionar seus futuros colegas. Papin sabia do perigo de aquecer água em um recipiente fechado, pois a força exercida pelo vapor aquecido poderia explodir o recipiente. Por isso, criou uma válvula de segurança, que permitia o escape de parte desse vapor, evitando que a pressão passasse de certo valor limite. Era um sistema rudimentar, mas serviu de modelo para as panelas de pressão utilizadas atualmente.

## Galeria
- Robert Boyle e Denis Papin inspecionando o digestor de Papin
- Segunda máquina a vapor Papin, 1707
- Máquina de elevação de água a vapor por Papin em 1707, reconstrução, de Nouvelle manière d'élever l'eau par la force du feu . Musée des Arts et Métiers
- O Registro da Igreja de Santa Noiva mostrando a data do enterro de Papin
- O primeiro motor a vapor de pistão, 1690
- digestor de vapor de Denis Papin (1679)
- Uma panela "Papin", final do século XVIII
- Memorial de Papin na Igreja de St Bride

## Obra

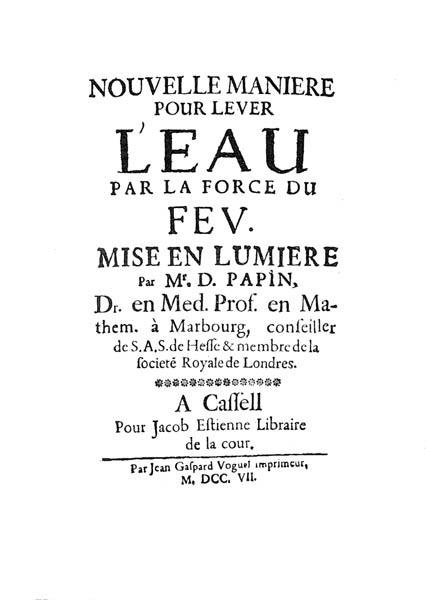
Nouvelle manière pour lever l'eau par la force du feu (1707)

- Nouvelle manière pour lever l'eau par la force du feu (1707)Nouvelle manière pour lever l'eau par la force du feu ... par m. D. Papin. A Cassel: pour Jacob Estienne libraire de la cour : par Jean Gaspard Voguel imprimeur. 1707